# Otto Franker
Otto Helge Franker (* 7. Mai 1921 in Roskilde; † 22. August 1988) war ein dänischer Pianist, Vibraphonist, Orchesterleiter und Songwriter, der im Bereich des Jazz und der Unterhaltungsmusik tätig war. Sein Name wurde auch Otto Francker geschrieben.
Franker begann als Pianist und begleitete zunächst die Sängerin Ingelise Rune, nahm aber auch mit Larry Adler auf. Er leitete sein eigenes Orchester, mit dem er im Kopenhagener Apollotheatret aufspielte. 1953/54 wurde er mit seinem Tanzorchester für das Radio engagiert. In den nächsten Jahren ging er mit Otto Brandenburg, Kjeld Petersen, Lise Ringheim, den Blue Boys und Kinderstars wie Dorthe und Robertino ins Aufnahmestudio. Er arrangierte für Svend Asmussen, schrieb aber auch Schlager wie Jeg snakker med mig selv, der von Gitte Hænning beim nationalen Finale der dänischen Vorentscheidung zum Eurovision Song Contest 1962 vorgestellt wurde. Im Folgejahr schrieb er Dansevise für Grethe und Jørgen Ingmann, mit dem er den europäischen Song-Wettbewerb gewann; das Lied wurde in Deutschland auch mit Ralph Maria Siegels Text als Der Sommer ging vorüber bekannt.

## Diskographische Hinweise
- Various Artists Danish Jazz in the 50's: Vol. 1. Bop and Mainstream (Olufsen Records 1988, 5 Titel mit der Combo von Franker, weitere Titel mit dem Max Brüel Quartet, dem Jørgen Ryg Quartet und den Orchestern von Ib Glindemann und Peter Rasmussen)